# Grand-Rullecourt Communal Cemetery
Grand-Rullecourt Communal Cemetery is een begraafplaats gelegen in de Franse plaats Grand-Rullecourt (Pas-de-Calais). De militaire graven worden onderhouden door de Commonwealth War Graves Commission.
De begraafplaats telt 4 geïdentificeerde Gemenebest graven, waarvan een uit de Eerste Wereldoorlog en 3 uit de Tweede Wereldoorlog.